# جوليان هيزل
جوليان هيزل (بالإنجليزية: Julian Hazel)‏ (25 سبتمبر 1973 في المملكة المتحدة - ) هو لاعب كرة قدم بريطاني في مركز الهجوم. لعب مع كولتشستر يونايتد وهيبريدج سويفتس وبرينتري تاون ونادي تشيلمسفورد وهارويتش وباركستون ‏ وويفنهو تاون ‏ ونادي رومفورد ‏ وStanway Rovers F.C. ‏.